# Kummerowia striata
Kummerowia striata là một loài thực vật có hoa trong họ Đậu. Loài này được (Thunb.) Schindl. miêu tả khoa học đầu tiên.

## Hình ảnh

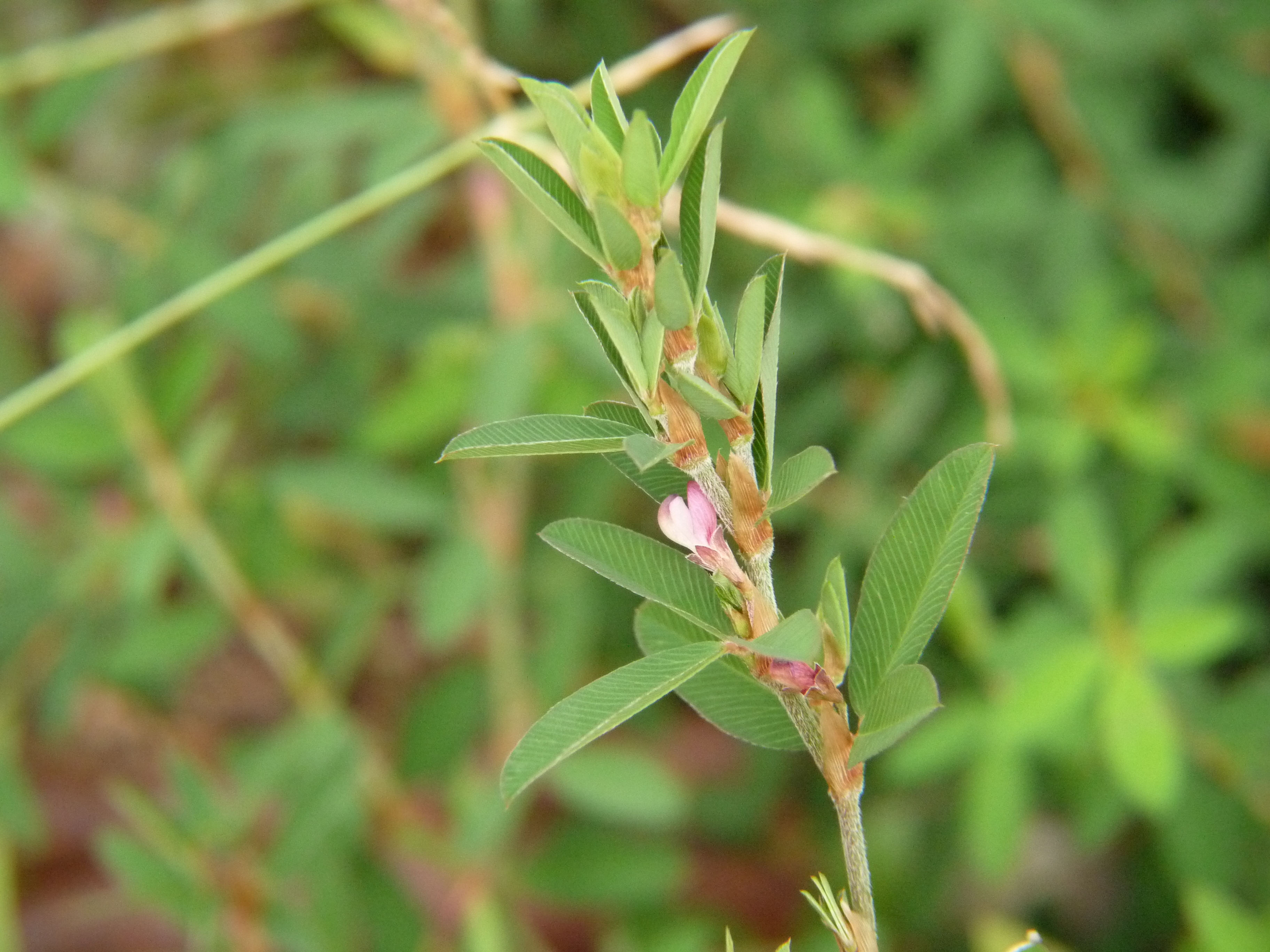
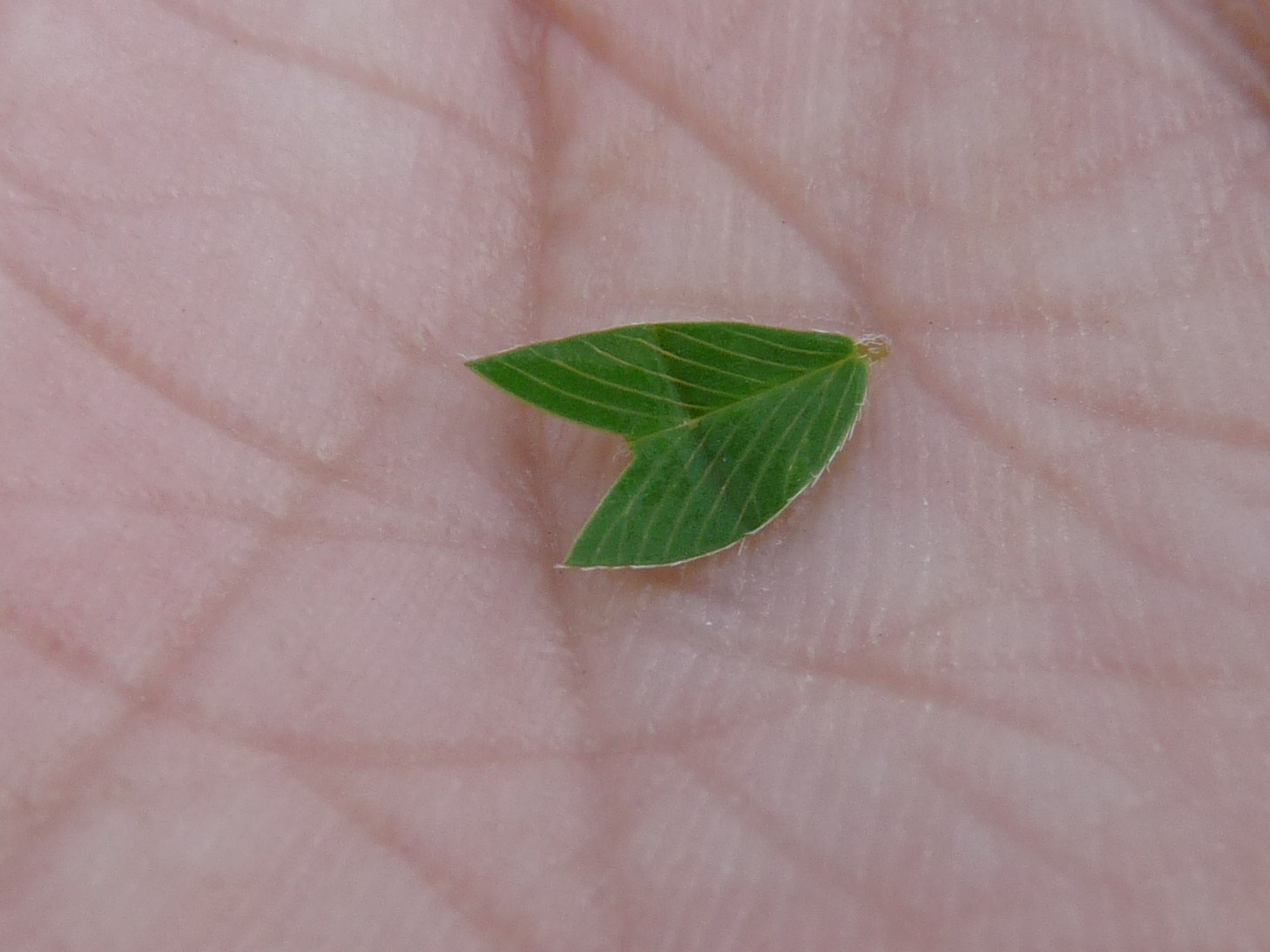